# Patricio Araujo
Patricio Gabriel „Pato” Araujo Vázquez (ur. 30 stycznia 1988 w Colimie) – meksykański piłkarz występujący na pozycji defensywnego pomocnika lub środkowego obrońcy, obecnie zawodnik Puebli.

## Kariera klubowa
Araujo pochodzi z miasta Colima, jednak później przeprowadził się do Guadalajary i jest wychowankiem słynnej akademii juniorskiej tamtejszego klubu Chivas de Guadalajara. Do pierwszej drużyny został włączony jako siedemnastolatek przez baskijskiego szkoleniowca Xabiera Azkargortę i w meksykańskiej Primera División zadebiutował 29 października 2005 w przegranym 1:2 spotkaniu z Morelią. Podstawowym zawodnikiem ekipy został już kilka miesięcy później, po przyjściu do zespołu trenera José Manuela de la Torre; w styczniu 2006 triumfował w rozgrywkach kwalifikacyjnych do Copa Libertadores – InterLidze, natomiast w jesiennym sezonie Apertura 2006 zdobył z Chivas tytuł mistrza Meksyku – mimo nastoletniego wieku miał wówczas niepodważalne miejsce w wyjściowej jedenastce, rozgrywając wszystkie możliwe mecze. Premierowego gola na najwyższym szczeblu ligowym strzelił 13 października 2007 w wygranej 5:1 konfrontacji z Necaxą i w tym samym roku dotarł ze swoim klubem do finału najbardziej prestiżowych rozgrywek północnoamerykańskiego kontynentu – Pucharu Mistrzów CONCACAF.
W 2009 roku Araujo triumfował z Chivas w InterLidze, a ważnym zawodnikiem ekipy był również w 2010 roku, kiedy to doszedł wraz ze swą ekipą do finału południowoamerykańskich rozgrywek Copa Libertadores. Przez kolejne lata mimo pewnego miejsca w składzie nie odniósł jednak z zespołem większych sukcesów, zaś po powrocie do klubu trenera José Manuela de la Torre, wraz z końcem 2014 roku, został relegowany do roli głębokiego rezerwowego. W wiosennym sezonie Clausura 2015 dotarł do finału krajowego pucharu – Copa MX, lecz wobec sporadycznych występów bezpośrednio po tym odszedł na wypożyczenie do niżej notowanego klubu Puebla FC. Jeszcze w tym samym roku zdobył z nim superpuchar Meksyku – Supercopa MX, a po upływie sześciu miesięcy został wykupiony przez władze Puebli na stałe.

## Kariera reprezentacyjna
W kwietniu 2005 Araujo został powołany przez szkoleniowca Jesúsa Ramíreza do reprezentacji Meksyku U-17 na Mistrzostwa Ameryki Północnej U-17. Tam pełnił rolę podstawowego zawodnika swojej drużyny, rozgrywając wszystkie trzy możliwe spotkania w wyjściowym składzie, zaś jego kadra – pełniąca wówczas rolę współgospodarza turnieju – zanotowała komplet zwycięstw i zajęła pierwsze miejsce w swojej grupie. Pięć miesięcy później znalazł się w składzie na Mistrzostwa Świata U-17 w Peru, gdzie również miał niepodważalne miejsce na środku defensywy, pełniąc rolę lidera i kapitana zespołu – wystąpił we wszystkich sześciu meczach w wyjściowej jedenastce, zbierając bardzo udane recenzje za swoje występy. Meksykanie – mający wówczas w składzie graczy takich jak Héctor Moreno, Giovani dos Santos czy Carlos Vela – zdobyli wtedy tytuł młodzieżowych mistrzów świata, pokonując w finale Brazylię (3:0).
W styczniu 2007 Araujo, w barwach reprezentacji Meksyku U-20 – również prowadzonej przez Jesúsa Ramíreza – wziął udział w Mistrzostwach Ameryki Północnej U-20. Podczas nich zanotował wszystkie trzy mecze (każdy w pełnym wymiarze czasowym) natomiast jego zespół zajął pierwsze miejsce w grupie z bilansem dwóch zwycięstw i remisu. Po upływie czterech miesięcy został powołany na Mistrzostwa Świata U-20 w Kanadzie, gdzie – podobnie jak przed dwoma laty – był kapitanem swojej kadry narodowej i miał pewną pozycję w linii obrony, tworząc podstawową parę stoperów z Héctorem Moreno. Wystąpił wówczas w czterech z pięciu możliwych spotkań (wszystkie od pierwszej do ostatniej minuty), zaś meksykańska drużyna odpadła wówczas ze światowego czempionatu w ćwierćfinale, przegrywając w nim z Argentyną (0:1).
W marcu 2008 Araujo znalazł się w ogłoszonym przez szkoleniowca Hugo Sáncheza składzie reprezentacji Meksyku U-20 na północnoamerykański turniej kwalifikacyjny do Igrzysk Olimpijskich w Pekinie. Wystąpił wówczas w dwóch z trzech meczów (w obydwóch w wyjściowym składzie), natomiast Meksykanie spisali się poniżej oczekiwań – zanotowali zwycięstwo, remis i porażkę, zajmując dopiero trzecie miejsce w liczącej cztery drużyny grupie (za Gwatemalą i Kanadą), przez co nie zakwalifikowali się na olimpiadę.
W seniorskiej reprezentacji Meksyku Araujo zadebiutował za kadencji selekcjonera Hugo Sáncheza, 22 sierpnia 2007 w przegranym 0:1 meczu towarzyskim z Kolumbią.

## Statystyki kariery

### Klubowe
| Guadalajara | 2005–2006 | Meksyk | Liga MX | 12  | 0 | 1  | 0 | CL                 | 8  | 0 | 21  | 0 |
| Guadalajara | 2006–2007 | Meksyk | Liga MX | 33  | 0 | —  | — | LMC                | 2  | 0 | 35  | 0 |
| Guadalajara | 2007–2008 | Meksyk | Liga MX | 24  | 2 | —  | — | SL + CS + CL       | 7  | 0 | 31  | 2 |
| Guadalajara | 2008–2009 | Meksyk | Liga MX | 24  | 1 | 4  | 0 | SL + CS + CL       | 13 | 0 | 41  | 1 |
| Guadalajara | 2009–2010 | Meksyk | Liga MX | 26  | 0 | —  | — | CL                 | 7  | 0 | 33  | 0 |
| Guadalajara | 2010–2011 | Meksyk | Liga MX | 37  | 2 | —  | — | —                  | —  | — | 37  | 2 |
| Guadalajara | 2011–2012 | Meksyk | Liga MX | 32  | 0 | —  | — | CL                 | 6  | 0 | 38  | 0 |
| Guadalajara | 2012–2013 | Meksyk | Liga MX | 33  | 0 | —  | — | LMC                | 4  | 0 | 37  | 0 |
| Guadalajara | 2013–2014 | Meksyk | Liga MX | 34  | 0 | 5  | 1 | —                  | —  | — | 39  | 1 |
| Guadalajara | 2014–2015 | Meksyk | Liga MX | 12  | 0 | 12 | 0 | —                  | —  | — | 24  | 0 |
| Puebla      | 2015–2016 | Meksyk | Liga MX | 32  | 1 | 3  | 0 | CL                 | 2  | 0 | 37  | 1 |
| Puebla      | 2016–2017 | Meksyk | Liga MX | 0   | 0 | 0  | 0 | —                  | —  | — | 0   | 0 |
| Ogółem      | Ogółem    | Ogółem | Ogółem  | 299 | 6 | 25 | 1 | CL + LMC + SL + CS | 49 | 0 | 373 | 7 |

- CL – Copa Libertadores
- LMC – Liga Mistrzów CONCACAF
- SL – SuperLiga
- CS – Copa Sudamericana

### Reprezentacyjne
| Meksyk | Meksyk | 2007   | 2 | 0 | — | — | — | — | — | 2 | 0 |
| Meksyk | Meksyk | 2008   | 2 | 0 | — | — | — | — | — | 2 | 0 |
| Meksyk | Meksyk | 2009   | 1 | 0 | — | — | — | — | — | 1 | 0 |
| Meksyk | Meksyk | 2010   | 1 | 0 | — | — | — | — | — | 1 | 0 |
| Ogółem | Ogółem | Ogółem | 6 | 0 | — | — | — | — | — | 6 | 0 |